# Лидвил Норт (Колорадо)
Лидвил Норт (енгл. Leadville North) насељено је место без административног статуса у америчкој савезној држави Колорадо.

## Демографија
По попису из 2010. године број становника је 1.794, што је 148 (-7,6%) становника мање него 2000. године.
| Група             | 2000.         | 2010.         |
| Белци             | 1.229 (63,3%) | 1.149 (64,0%) |
| Афроамериканци    | 2 (0,1%)      | 13 (0,7%)     |
| Азијати           | 10 (0,5%)     | 4 (0,2%)      |
| Хиспаноамериканци | 663 (34,1%)   | 601 (33,5%)   |
| Укупно            | 1.942         | 1.794         |